# Autoroute A10 (Belgique)
Pour les articles homonymes, voir Autoroute A10 et A10.
L'autoroute belge A10 (classée en tant qu'E40) est une des autoroutes belges ayant le plus de fréquentation. Le 6 avril 1937, les travaux de cet ouvrage commencèrent, faisant de cette route la première autoroute belge.
L'autoroute commence à Ostende, passe à proximité de Bruges, s'échange avec l'A18, passe le long d'Alost pour terminer sur le ring de Bruxelles.
L'autoroute fait partie du trajet de la E40 sauf de l'échangeur de Jabbeke jusqu'à Ostende. La E40 suit alors le tracé de l'A18.
L'autoroute est la liaison la plus directe entre Bruxelles et la Côte belge, raison de sa saturation fréquente. Cette autoroute est utilisée par beaucoup de Belges et est souvent bloquée à cause des nombreux touristes se ruant vers la Côte belge. Ceci en fait un gros problème lors des retours des citadins à la fin des congés.

## Routes alternatives
- L'A11 depuis Anvers poursuivie par la N49 jusqu'à Knokke-Heist.
- L'A8 depuis Bruxelles jusque Tournai, l'A17 jusque Courtrai puis l'A19 jusque Ypres et enfin par la N8.

## Description du tracé
|     | Dénomination                              | Destinations                                                       | BK    |
| --- | ----------------------------------------- | ------------------------------------------------------------------ | ----- |
|     | Fin de l'autoroute, prolongée par la R20  | Bruxelles, Berchem-Sainte-Agathe, Ganshoren, Koekelberg, Molenbeek | 0,0   |
| 21  | Berchem-Sainte-Agathe                     | Berchem-Sainte-Agathe, Wemmel (Zellik), Dilbeek (Grand-Bigard)     | 0,4   |
|     | Échangeur de Grand-Bigard                 | Ring de Bruxelles                                                  | 1,1   |
|     | Grand-Bigard                              |                                                                    | 1,4   |
| 20  | Ternat N285                               | Ternat, Asse                                                       | 8,8   |
| 19a | Essene N208                               | Affligem (dont Essene), Denderleeuw, Liedekerke                    | 12,5  |
| 19  | Aalst R41                                 | Alost, Termonde, Haaltert, Ninove                                  | 19,2  |
| 18  | Erpe-Mere                                 | Erpe-Mere, Zottegem                                                | 24,8  |
|     | Wetteren                                  |                                                                    | 34,2  |
| 17  | Wetteren                                  | Wetteren, Oosterzele                                               | 35,1  |
| 16  | Échangeur de Merelbeke B403               | Ring de Gand                                                       | 40,1  |
|     | Échangeur de Zwijnaarde                   | Autoroute Anvers − Gand − Courtrai − Lille (France)                | 43,7  |
| 15  | Gent Sint-Pieters                         | Gand (dont Zwijnaarde), Audenarde                                  | 45,1  |
| 14  | Saint-Denis-Westrem B402                  | Gand (Saint-Denis-Westrem), Flanders Expo, Laethem-Saint-Martin    | 46,1  |
|     | Tronchiennes                              |                                                                    | 50,3  |
| 13  | Tronchiennes N466                         | Gand (Tronchiennes), Deinze (Bachte-Maria-Leerne)                  | 51,6  |
| 12  | Nevele N437                               | Nevele, Zomergem                                                   | 58,5  |
| 11  | Aalter                                    | Aalter, Maldeghem, (Anvers – Knokke-Heist)                         | 64,6  |
| 10  | Beernem N370                              | Beernem, Wingene                                                   | 74,6  |
| 9   | Oostkamp                                  | Oostkamp, Bruges, Courtrai                                         | 79,3  |
|     | Échangeur de Bruges                       | Autoroute Tournai – Bruges                                         | 83,3  |
| 7   | Loppem N397                               | Zedelghem (dont Loppem), Bruges (dont Saint-Michel)                | 84,6  |
| 6b  | Jabbeke N367                              | Jabbeke (dont Varsenare)                                           | 90,8  |
|     | Jabbeke                                   |                                                                    | 91,5  |
| 6a  | Jabbeke De Haan N377                      | Jabbeke, Le Coq                                                    | 92,6  |
|     | Échangeur de Jabbeke                      | Autoroute Bruges − Dunkerque                                       | 93,2  |
| 5b  | Oudenburg N358                            | Oudenburg, Bredene                                                 | 98,8  |
| 5a  | Zandvoorde                                | Ostende (Zandvoorde)                                               | 100,9 |
| 4   | Oostende                                  | Ostende, Koninklijke Baan desservant le littoral belge             | 104,5 |
|     | Fin de l'autoroute, prolongée par la N340 | Ostende                                                            | 104,5 |

## Galerie d'images

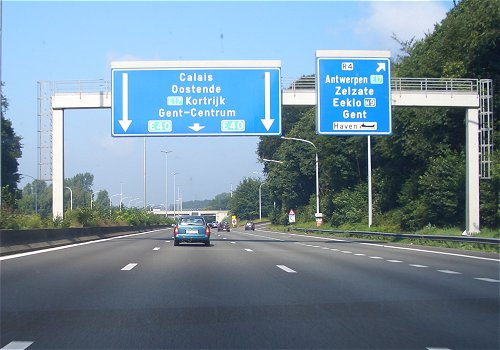
L'aurotoute A10 (E40) au niveau de Gand.
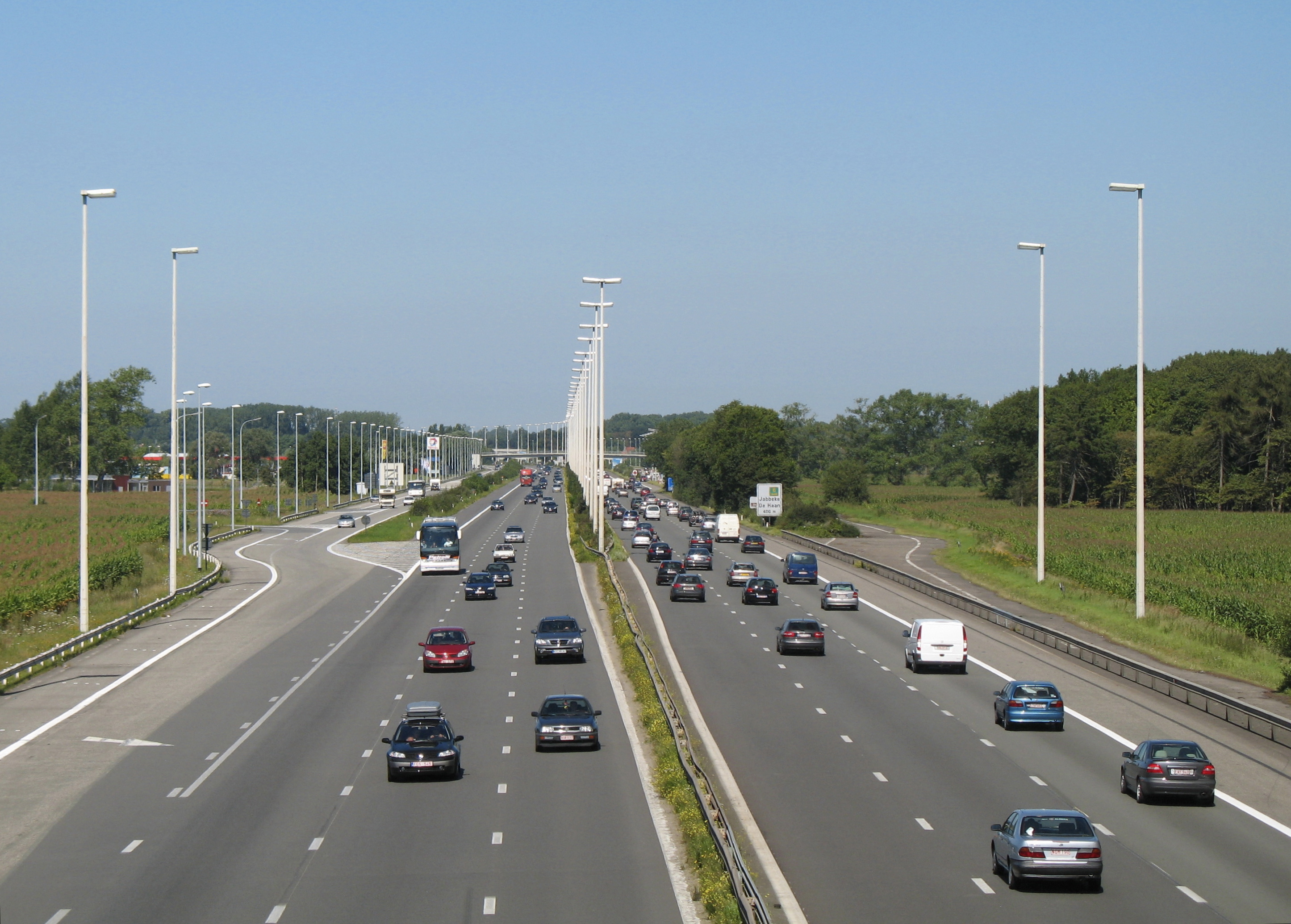
Au niveau de Jabbeke, l'autoroute se sépare en deux vers Dunkerque et Ostende.
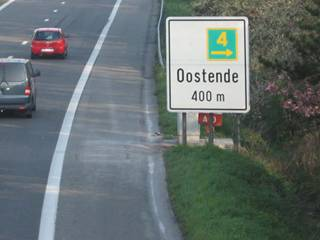
L'A10 se termine à la sortie 4 : Oostende.